# Одред извиђача „Народни херој Миодраг Миловановић Луне”
Одред извиђача Миодраг Миловановић Луне је настао 1982. године.
За старешину (председника) одреда изабран је Дејан Пантић а за начелницу одреда Ана Петровић. Одред је добио име по мајору Народноослободилачке борбе током Другог светског рата, Миодрагу Миловановићу Лунету који је погинуо при ослобађању Доброг Дола 1944. године. У тренутку оснивања одред је бројао преко 40 чланова.

## Рад одреда
Одред непрекидно ради од оснивања и успешно спроводи извиђачки програм у својим јединицама који је заснован на принципима Светске извиђачке организације (енгл. WOSM), 
најмасовније организације младих у свету која броји преко 40 милиона чланова. Одред континуирано делује на територији општине Звездара, а у оквиру Савеза извиђача Србије и Савеза извиђача Београда, где се бави неформалним образовањем деце и младих. Током овог периода преко 1 500 младих било је укључено у различите активности Одреда. 
Одред извиђача Народни Херој Миодраг Миловановић Луне својим деловањем остварује мисију извиђаштва, односно доприноси образовању младих људи, кроз систем вредности заснован на извиђачком завету и закону, помаже изградњу бољег света у коме су млади остварени као појединци и имају конструктивну улогу у друштву. Тиме се млади укључују у процес неформалног образовања током целокупног периода њиховог развоја, применом посебног метода који сваког појединца чини главним носиоцем процеса сопственог развоја, особом која се ослања на сопствене снаге, која је одговорна, посвећена и спремна да пружи подршку другима.
Одред развија код деце и младих љубав према природи и животу у њој, разумевање за њене законе и учи их да чувају флору и фауну и остала богатства природе и укључује их у све акције заштите природе, човекове радне и животне средине; свестрано васпитава своје чланове и развија код њих позитивне особине као што су: креативност, скромност, истрајност, сналажљивост, храброст, искреност, радост, другарство, поштење, толеранцију, штедљивост и смисао за живот у мањим и већим групама; развија код својих чланова поштовање људи, развијање пријатељства међу људима и народима и поштовање њиховог личног, националног, верског и политичког убеђења.

### Образовање
Организација помаже развоју појединца практичним радом и ангажовањем у сфери неформалног образовања. Свака област је од великог значаја за правилан развој појединца јер све области морају да се међусобно подржавају. Организација ту врши улогу јаке карике која повезује све три целине.
Мисија извиђаштва је да допринесе образовању младих људи, кроз систем вредности заснован на скаутском Завету и Закону, да помогне изградњу бољег света у коме су људи остварени као појединци и имају конструктивну улогу у друштву.
По програму Савеза Извиђача Србије, образовање се дефинише помоћу три целине.

#### Формално образовање
Званично образовање, као што су школе и факултети.

#### Неформално образовање
Омладинске организације, извиђачи, клубови, групе и места где се људи састају. Овакав вид образовања даје могућности стицања вештина, развоја талента или интересовања на наћин који се не може добити нити у школи, нити код куће. Дају прилику упознавања нових људи и откривања нових места.
Тајна доброг образовања је да сваког појединца подстакнете да учи сам, уместо што ћете га подучавати, уливајући му знање на стереотипан начин.— Лорд Баден Пауел (Главна Газета енгл. Headquarters' Gazzete, јануар 1912. године)
Програм неформалног образовања подељен је у четири целине:
- Природа око мене

Познавање природе, 
заштита животне средине, 
исхрана у природи и лековито биље, 
излетништво, 
оријентација и топографија, 
пионирство и ручни рад, 
истраживање и закони природе.
- Мој живот

Комуникативност, 
грађење самопоуздања, 
тимски рад и вештине руковођења, 
креативно изражавање, 
култура и забава, 
прва помоћ, 
рекреација и развој тела, 
духовност, 
здравље, 
одговорности и вредности.
- Свет у којем живим

Породица, 
култура и традиција, моја локална заједница, моја отаџбина, демократија и грађанско друштво, мировно образовање, превенција криминала и насиља, однос међу половима, добро дело, наука , техника и комуникација.
- Моја организација

Традиција и дух, светска скаутска породица, церемоније и свечаности, традиционалне извиђачке активности, чланство, принципи и организациона начела.

#### Животно образовање
Све што појединац учи док је са својом породицом или пријатељима, свакодневни живот. Веома битан део образовања у ком се стиче поверење, сигурност и многи ставови.

### Категорије чланства
Одред организује активности са децом и младима, остварујући садржаје и облике рада примерене њиховом узрасту. Самим тим, потребе младих различитих узраста се значајно разликују и тиме су подељени у категорије чланства.
Општи програм је подељен за узрасте од најмлађих до најстаријих у три групе и степенован је по тежини у три нивоа:
Полетарци и пчелице — Лет врапца , Лет ласте и Лет Орла.
Млађи извиђачи и планинке — Прва звезда , Друга звезда и Трећа звезда.
Старији извиђачи и планинке — Први крин(бронзани) , Други крин(сребрни) и Трећи крин(златни).

#### Полетарци и пчелице
| Извиђачки метод          | Узраст 7—11 |
| ------------------------ | --- |
| Рад у малим групама      | Полетарци су организовани у јата која броје око 20 чланова. Јатом руководи одрасли предводник. Јато може бити подељено на мање групе.                                                   |
| Учење кроз рад           | Полетарци и пчелице преко игре и практичног искуства долазе до нових сазнања, стичу корисне вештине и граде своју личност.                                                              |
| Прогресивна шема         | Полетарци и пчелице преко систематски повезаних програмских целина које им се презентују поступно, стално имају пред собом нове изазове.                                                |
| Живот у природи          | Боравком у природи полетарци стичу практична искуства, развијају љубав према природи, постају свесни њених вредности и опасности, подижу ниво еколошке свести и доприносе свом здрављу. |
| Симболички оквир         | Књига о џунгли |
| Завет (обећање) и закони | Кратак и једноставан текст, разумљив деци који доприноси изградњи система вредности сваког појединца.                                                                                   |
| Подршка одраслих         | Одрасли планирају и реализују активности полетараца и пчелица, пружају им физичку и емотивну сигурност.                                                                                 |

#### Млађи извиђачи и планинке
| Извиђачки метод          | Узраст 11—15 |
| ------------------------ | --- |
| Рад у малим групама      | Вод делује као јединствена целина са активним учешћем свих чланова вода. Рад у водовима кроз комуникацију, дружење, подршку води ка остварењу сопствене одговорности у остварењу заједничког циља. Чланови вода су искључиво истог пола.                                                                                       |
| Учење кроз рад           | Учење кроз рад су активности које чланови вода осмисле и практично искусе. Тиме се постиже веча заинтересованост и активнији рад. |
| Прогресивна шема         | Развој, то јест, стални напредак чланова организације преко систематске повезаности програмских целина које им се нуде поступно, извиђач се стимулише систематским постављањем нових изазова. |
| Живот у природи          | Природа је најбоља основна средина за извођење водних активности. Млађи извиђачи и планинке кроз овај метод истражују, посматрају, процењују, запажају и сналазе се у животној средини. Тако науче да живе у складу са природом, не нарушавајући је доприносе развоју своје средине, планирају ресурсе и брину о свом здрављу. |
| Симболички оквир         | Чланови једног вода преузимају систем вредности од неке њима сличне групе ( стварне или преузете књиге или филма) битно је да симболички оквир те групе извиђачима дају пример и подстичу их на истраживање и авантуру. |
| Завет (обећање) и закони | Неговање система вредности једног вода, који доприноси да сваки члан буде поносан и доследан завету и законима, градећи свој кодекс понашања и преданост Мисији, принципима, циљевима и традицији извиђачког покрета. |
| Подршка одраслих         | Одрасли додељују адекватне одговорности младим људима и пружају програмску, логистичку, организациону, психичку и емоционалну подршку која је младима потребна. |

#### Старији извиђачи и планинке
| Извиђачки метод          | Узраст 15—19 |
| ------------------------ | --- |
| Рад у малим групама      | Старији извиђачи раде у водовима које карактерише самоиницијатива и веча одговорност. Водови се формирају на основу интересовања појединаца и усмерене су ка заједничком циљу који се реализује кроз индивидуални и колективни рад у оквиру вода. Имају ефикасну комуникацију, јасно изграђен став у реализовању задатака вода и међусобно дају подршку једни другима. |
| Учење кроз рад           | Старији извиђачи учењем кроз колективни и индивидуални рад достижу образовне циљеве, стичу нова знања, вештине и ставове. Тиме се допушта младим људима да искусе захтевније животне улоге. |
| Прогресивна шема         | Развој, то јест, стални напредан чланова организације преко систематске повезаности програмских целина које им се нуде поступно, путем различитих метода рада. Да би био стимулисан, извиђач испред себе треба да има нове и сталне изазове. |
| Живот у природи          | Стицањем знања, вештина и способности врши се, што је више могуће, у природном окружењу. Кроз активности у природи чланови уче о њој и начинима да је заштите и очувају. |
| Симболички оквир         | Чланови једног вода преузимају систем вредности од неке њима сличне групе ( стварне или преузете књиге или филма) битно је да симболички оквир те групе извиђачима дају пример и подстичу их на истраживање и авантуру. |
| Завет (обећање) и закони | Систем вредности који доприноси сваком члану да буде поносан и доследан завету и законима, градећи свој кодекс понашања, поштујући мисију, принципе, циљеве и традицију извиђачког покрета. Током рада својим понашањем представљају вредности организације. |
| Подршка одраслих         | Усмеравају и саветују старије извиђаче да заједно са њима обезбеђују услове за рад. Својим утицајем доприносе развоју одговорности (појединачне и колективне) и сталном потврђивању свог система вредности. |

## Историјат извиђачког покрета — Роберт Баден Пауел
Идеја о оснивању извиђачког покрета настала је у Јужној Африци 1899. године.
У лето 1907. године У Енглеској, енглески Генерал – мајор Роберт Стивенсон Смит Баден-Пауел (енгл. Robert Stephenson Smyth Baden-Powell) је за омладину организовао на острву Броунси (енгл. Brownsea Island) извиђачки камп.
У својој књизи Извиђаштво за дечаке (енгл. Scouting for boys) , дао је смернице за живот у природи и одредио и описао циљ организације: васпитање и оспособљавање свестрано развијене позитивне личности. Након издавања књиге 1908. године организовани су многобројни кампови широм Европа и Америке што је заправо био почетак једног масовног омладинског покрета који се врло брзо проширио и на остале континенте.
Број скаута порастао је на 123.000, а гостовање на олимпијади у Стокхолму 1912. године утицало је на стварање позитивне климе за даљи развој скаутског покрета у свету.
Први интернационални извиђачки џембори се одржао у Олимпији, код Лондона 1920. године. На затварању смотре Роберт Баден Пауел је једногласно изабран за Старешину извиђача света.
На трећем светском џемборију 1929, Принц од Велса му је дао титули Лорда од Гилвела, и постао је Лорд Баден Пауел од Гилвела (енгл. Lord Baden-Powell of Gilwell). У Гилвел парку (енгл. Gilwell Park) се данас налази извиђачки центар за обуку вођа. Баден Пауел је написао 32 књиге.
Године 1938. због лошег здравља, вратио се у Африку, што је одувек и желео, да своје последње дане проведе у Кенији. Умро је 8. јануара 1941. године у 83. години живота. Сахрањен је на гробљу у Нијери(енгл. Nyeri) са погледом на планину Кенија. Постављена му је једноставна надгробна плоча, на којој пише “Роберт Баден Пауел – Старешина извиђача света”.

### Стварање извиђачке организације у Србији (1911—1941)
Основа за настајање извиђачког покрета у Србији је књига Роберт Стивенсон Смит Роберт Баден-Пауел [[Scouting for Boys|Извиђаштво за дечаке]] која је преведена на српски језик.
На Ђурђевдан 1911. Др Милош Ђ. Поповић, школски лекар Треће Мушке гимназије, оснива прву чету малих четника Ласта . После збора у дворишту Треће мушке гимназије , тридесетак дечака са мармама око врата, у колони, одлазе до Карађорђевог парка.
Ту уз помоћ Јована Тановића, новинара и ентузијасте из Савеза трезвене младежи, Др Милош Ђ. Поповић преноси дечацима прва знања о скаутизму.

### Организација током Првог светског рата
За време Првог светског рата око 100 чланова Скаутске организације из Србије углавном ученика из Београда борави у покрајни Кент, Енглеска, где поред школовања баве Скаутизмом. Током боравка у Грчкој за време Првог светског рата у кампу за децу избеглице из Србије Др Милош Ђ. Поповић ради са малим извидницима и планинкама.
Од више чета у Београду је 1. октобра 1920 године формиран Стег извидника и планинки број 1.
Прва међународна конференција Светске извиђачке организације одржана је у Паризу 1922. године. Представници тадашњег Савеза извидника и планинки из Србије, такође су присуствовали на овој конференцији и једни су од оснивача Светске извиђачке организације.
6. маја 1923. одржана је оснивачка Скупштина Савеза скаута Краљевине Срба, Хрвата и Словенаца.
Променом назива државе у Краљевина Југославија и организација мења име овога пута у Савез скаута Краљевине Југославије, који је бројао око 10 000 чланова и успешно је радио до почетка Другог светског 1941. године.

### Обнова извиђачке организације у Србији (после Другог светског рата)
Године 1952. у Кошутњаку у Београду је одржано прво зимовање и воднички течај извиђача Србије. Први течајци већ у фебруару оснивају Београдски стег и иницијативне одборе у Нишу, Бору, Новом Саду, Прокупљу и Зрењанину. Дана 4. фебруара 1952. након избора привремене управе, и оснивања више јединица и иницијативних одбора, 16. новембра 1952. у Београду је одржана оснивачка Скупштина Савеза извиђача и планинки Народне Републике Србије.

### Београдски стег
Од 2. до 14. децембра 1951. године донете су одлуке о формирању Београдског стега. Предвођени предратним извиђачи, педесет нових чланова учествује на првом зимовању у Пионирском граду на Кошутњаку у Београду, где је спроведен и први воднички течај.
19. јануара 1952. године на почетку водничког течаја, течајац Милена Лисавац отвара прву књигу чланства и уписује се под редним бројем 1. У наредних десет дана је основано укупно четрдесет и пет водова, по девет водова извиђача, планинки и пионирки, четрнаест водова пионира и четири вода полетараца и пчелица.
24. фебруара 1952. године четрдесет предратних извиђача бира управу стега. За првог старешину стега је изабран Новица Ранковић, помоћник старешине је био Др Драгослав Петровић, благајник Миливоје Јовановић, економ Владета Вучковић, секретар Жарко Пантелић, вођа Стева Младеновић, помоћник вође Никола Бојовић, председник клуба брђана Сергеј Димитријевић и потпредседници Љубица Давидовић и Ј. Пантић.
Дана 9. марта 1952. године у дворишту Треће мушке гимназије одржан је први збор стега., за првомајске празнике у Кошутњаку организован је показни логор и полагање завета. 4. новембра 1952. године број чланова стега премашује цифру од 800. Доноси се одлука о реорганизацији стега, односно о формирању више одреда. У децембру 1952. године из стега се издвајају одреди „Васа Чарапић“, „Сава Ковачевић“, „Лека Ранковић“, и „Земун“ који је као земунски стег деловао самостално. Од остатка београдског стега се током 1953. године формирају одреди „Иво Лола Рибар“, „Илија Бирчанин“ и „Иван Гундулић“. Управо ови одреди уз додатак „Космајског одреда“ су представљали сталан извор нових јединица на простору Београда, Србије и Југославије.

## Фотографије
Ово су неке од фотографија из одреда извиђача "Народни Херој Миодраг Миловановић Луне".